# 掠夺

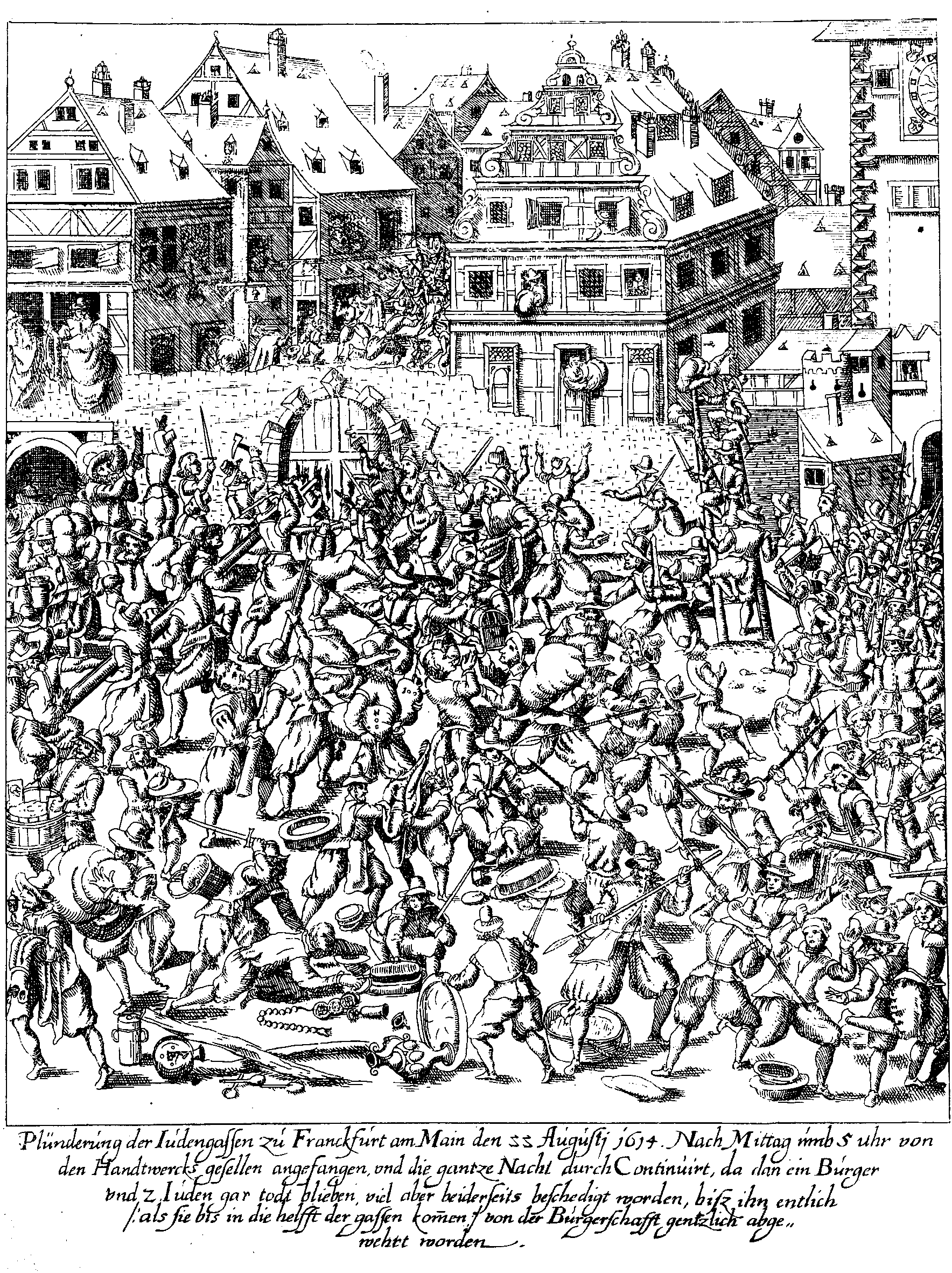
1614年8月22日Frankfurter Judengasse发生的劫掠

劫掠（英語：looting）指的是因军事行动、政治胜利、天灾、骚乱等原因，不加分辨地用暴力将物品据为己有的行为。广义上来讲，这个词也可指大额的偷竊、侵吞财产的行为。与“捡垃圾”不同的是，捡垃圾索取的是生活必需品，如水、食品、居所等，而“劫掠”则指的是非生活必需品，比如奢侈品、藝術品、貴金屬等对劫掠者具有价值的物品。

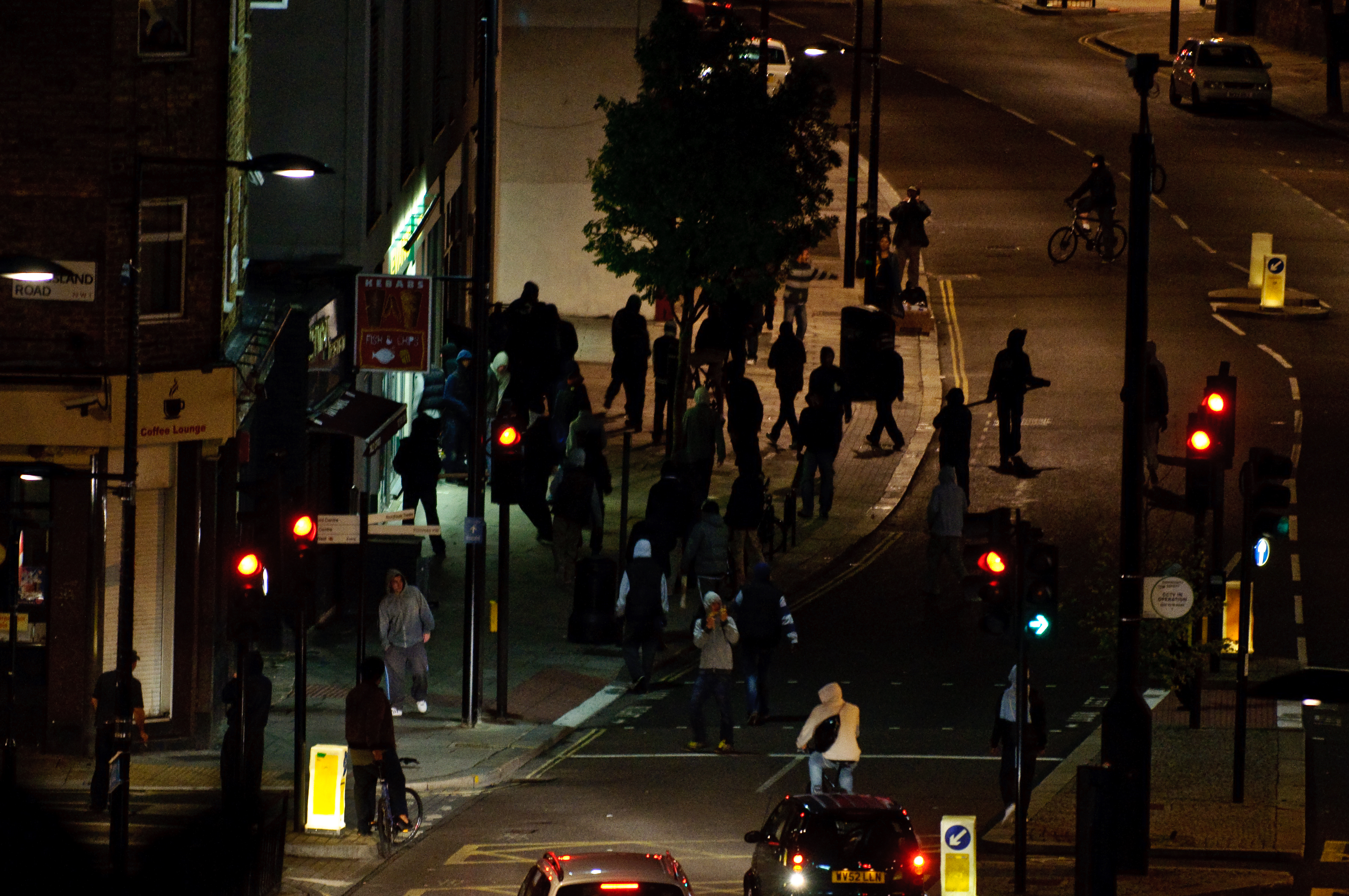
L2011年英国骚乱期间，劫掠者试图进入伦敦北部一家自行车店。